# Opeia atascosa
Opeia atascosa es una especie de saltamontes perteneciente a la subfamilia Gomphocerinae de la familia Acrididae.